# Václav Smrž
Václav Smrž (28. září 1902 Praha-Vysočany - 197? Praha) byl odbojář a spolupracovník výsadkářů ze skupiny Anthropoid a Cottage.

## Život před válkou
Václav Smrž se narodil 28. září 1902 v pražských Vysočanech do rodiny slévače Josefa Smrže a Anny Smržové, rozené Spatzové. Měl dva bratry a dvě sestry. Po ukončení základního vzdělání se vyučil mědikovcem v závodě Českomoravská-Kolben, kde nastoupil do zaměstnání. V roce 1920 byl při demonstraci zraněn a v důsledku zranění a neschopnosti práce propuštěn. Poté střídavě pracoval u několika stavebních firem. Dne 1. října 1921 se oženil s Marií Paurovou (nar. 27. srpna 1901 Praha-Vinohrady). Manželé bydleli nejprve u rodiny Smržových, po nějakém čase se přestěhovali na Prosek k Paurovým. V roce 1922 nastoupil povinnou vojenskou službu v Bratislavě, dne 25. března 1923 se mu narodila dcera Věra. Po vojně pracoval v továrně na letadla firmy Avia v pražských Holešovicích. Václav Smrž byl již od mládí členem KSČ (jeho rodiče byli mezi zakládajícími členy vysočanské organizace KSČ), cvičil v Dělnické tělovýchovné jednotě, kde byl později i cvičitelem, místonáčelníkem a náčelníkem. Zakládal a působil v organizaci Rudá hvězda a v dělnickém divadle. Stejně jako jeho bratr Jaroslav Smrž však nakonec z KSČ vystoupil. V roce 1931 se stal členem Československé sociální demokracie.

## Odboj
Do odboje se zapojil již od roku 1939. Jedna z jeho prvních akcí bylo slavení státního svátku 28. října 1939. V září 1940 byl zatčen za sabotáž v souvislosti s vypuknutím stávky v Avii. Tehdy byl jako předseda závodní rady ještě s dalšími dělníky několik měsíců internován. V roce 1940 se stal členem ÚVOD.

### Spolupráce s Anthropoidem
Po příchodu parašutistů Jana Kubiše a Jozefa Gabčíka z paravýsadku Anthropoid se aktivně zapojili do jejich podpory. Slíbil jim obstarat nějaké adresy, kde by se mohli ubytovat a nabídl jim i možnost přebývat u něj v bytě na Proseku. Přebýval u něj hlavně Jozef Gabčík, zatímco Jan Kubiš přespával ve vysočanském bytě Khodlových. Václav Smrž zařídil přes spolupracovníka Václava Hanzlíka přečíslování jízdních kol, která Kubiš s Gabčíkem používali k přípravě atentátu a k dopravě na místo jeho provedení. Rovněž pomáhal se zásobováním potravin, které pro parašutisty vyzvedával z prosecké sokolovny, kam je jeho kolega z Avie nosil.
Večer před atentátem byli dle výpovědi Václava Smrže u něj na večeři Gabčík s Kubišem. Gabčík tam i přenocoval, ráno 27. května 1942 vyzvedl Kubiše u Khodlových ve Vysočanech a vydali se směr Libeň.
Václav Smrž rovněž pomohl ukrýt ruční granáty. Bedničku s osmi ručními granáty mu donesla jeho sestra Emanuela Khodlová, jakmile se dozvěděla o atentátu. Václav Smrž ji ukryl pod hromadu uhlí. Další granát, který mu den po atentátu na Heydricha donesl jeho bratr Jaroslav Smrž, předal známému Janu Novému, aby ho schoval do kuželníku v prosecké sokolovně. Při cestě tam byl Nový zastaven kordonem esesmanů, kteří procházející osoby kontrolovali. Jen díky náhodě kontrolním stanovištěm prošel a druhý den ukryl granát společně s protektorátními novinami, kde byla výzva s vypsáním odměny za dopadení atentátníků na Heydricha. Uschované materiály, včetně oblečení Gabčíka a Kubiše, byly ze Sokolovny znovu vyzvednuty až po skončení války.
Podílel se také na likvidaci padáků parašutistů, které byly až do atentátu schovány ve vile Khodlových ve Svépravicích (dnes Horní Počernice, ulice Khodlova) Za pomoci svého švagra Vojtěcha Paura, který vlastnil pohřební službu, je spolu s bratrem Jaroslavem a Václavem Khodlem mladším ukryli do připravené dětské rakve, do které přidali také kombinézy, do té doby uschované u manželů Františka a Marie Kratochvílových. Vojtěch Paur zajistil falešné úmrtní dokumenty a zinscenoval pohřeb dítěte na Ďáblickém hřbitově. V dětském hrobě zůstaly materiály až do konce války, poté byly vyzvednuty (dnes jsou součástí sbírek VHÚ a expozice Armádního muzea Žižkov). Dokonce se uvažovalo, že podobným způsobem (tj. v rakvích) budou z Prahy vyvezeni i samotní parašutisté. K uskutečnění tohoto plánu ale nakonec nedošlo.
Po zatčení jeho sestry Emanuely Khodlové se do jejich vily vypravil znovu a poslední padák, který byl zašitý v otomanu, vypáral a zajistil jeho likvidaci. Odvezl ho nejprve ke své sestře Antonii Bejčkové, ta ho rozstříhala, polila petrolejem, ale spálit se jí ho nepodařilo. Nakonec ho Václav Smrž odvezl ke svému známému z odboje Ing. Josefovi Zeithammerovi (Cajthamlovi), řediteli továrny Avia, kde pracoval. Ten rozstříhaný padák vložil do jedné z expedičních beden s vojenským materiálem určeným pro Wehrmacht.
Jeho sestra Emanuela Khodlová, ani nikdo další z rodiny či z řad spolupracovníků Anthropoidu, ho nevyzradil, a proto se vyhnul vlně zatýkání a výslechů, které následovaly po udání Karla Čurdy.

### Spolupráce s paraskupinou Cottage
Parašutista Vlastislav Žuk, jako jediný člen výsadku Cottage, byl vysazen 19. února 1945 u Kučeře u Červené nad Vltavou (namísto plánované oblasti mezi Zálužany a Mirovicemi). Jeho úkol byl zpravodajského rázu, měl podávat např. informace o leteckých závodech na severovýchodě Prahy či o pohybu vojsk. Přes kontakty na své známé se dostal do Prahy a s pomocí dalších kontaktů vyzvedl zakopaný materiál včetně vysílačky na místě seskoku. Vysílačka však měla závadu a proto se obrátil na Václava Smrže, kterého z dřívějška znal. Václav Smrž mu pomohl obstarat vysílací lampy přes svého kolegu Hanzlíka, ale bohužel se mu ani tak vysílačku nepodařilo zprovoznit. Mezitím propuklo v Praze květnové povstání a další pokus o opravu vysílačky se již neuskutečnil.

### Květnové povstání
Během květnového povstání byl Václav Smrž zástupcem velitele barikády na Proseku; při ústupu od ní byl zraněn, strávil rok v nemocnici v Krči a poté ještě nějaký čas v domácí léčbě. Skončil v invalidním důchodu.

## Po válce
Po válce bylo Václavovi Smržovi vyčítáno, že v důsledku jeho činnosti skončili někteří lidé v koncentračním táboře a že oproti své sestře a bratrovi (kteří byli i s rodinami v koncentračním táboře Mauthausen popraveni), on nebyl gestapem ani zatčen. V roce 1945 byla proti němu vznesena obvinění a byl na něj vydán zatykač. Z vazby se dostal díky tomu, že se za něj zaručil generální tajemník sociálnědemokratické strany. Po řádném prošetření a vyslechnutí svědků byl zproštěn obvinění.
Po roce 1948 byl však proces obnoven a Václav Smrž byl 27. prosince 1948 pro zločin udavačství odsouzen na pět let těžkého žaláře (plus ztráta cti a propadnutí majetku). Z trestaneckého tábora však uprchl (byl zařazen k práci v Libušínská elektrárně, která byla málo střežená). Ze svého bytu si vzal oblečení a úspory a odjel vlakem na Slovensko. Po nezdarech s vyřízením falešných dokumentů se nakonec vrátil do Prahy a odtud se přes chomutovský kontakt dostal k převaděčům, kteří ho převedli do Německa (nejprve do sovětské a poté americké zóny). Přihlásil se tamním úřadům a dostal se do utečeneckého tábora. Když se dozvěděl o zatčení své manželky, nechal se převaděči převést zpět do Československa. S manželkou se mu ale nepovedlo spojit a nakonec se po několikadenním ukrývání a bloudění rozhodl spáchat sebevraždu (bodnutím nožem do srdce). Upadl do bezvědomí a skončil v nemocnici v Kladně, kde byla zjištěna jeho identita. Byl odsouzen za velezradu ke 12 rokům vězení.
Po uvolnění politického ovzduší se Václav Smrž několikrát neúspěšně odvolával a žádal o přezkoumání rozsudku. V roce 1968 přebral pamětní medaili z rukou prezidenta republiky Ludvíka Svobody za svou sestru Emanuelu Khodlovou. Po svém propuštění pracoval v pohostinství. Zemřel v 70. letech v Praze.

## Galerie

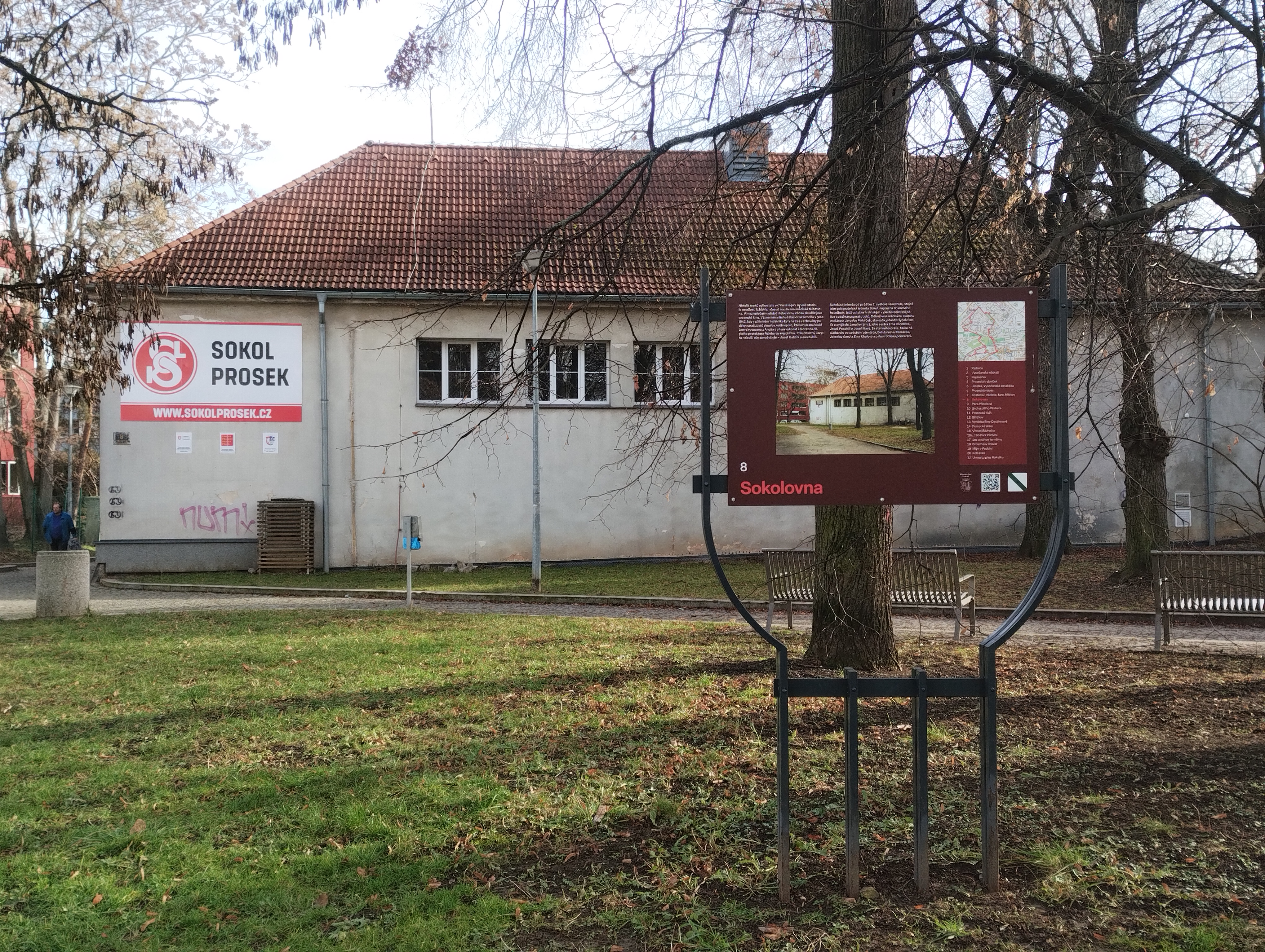
Sokolovna na Proseku, ul. Na Proseku / U Proseckého kostela
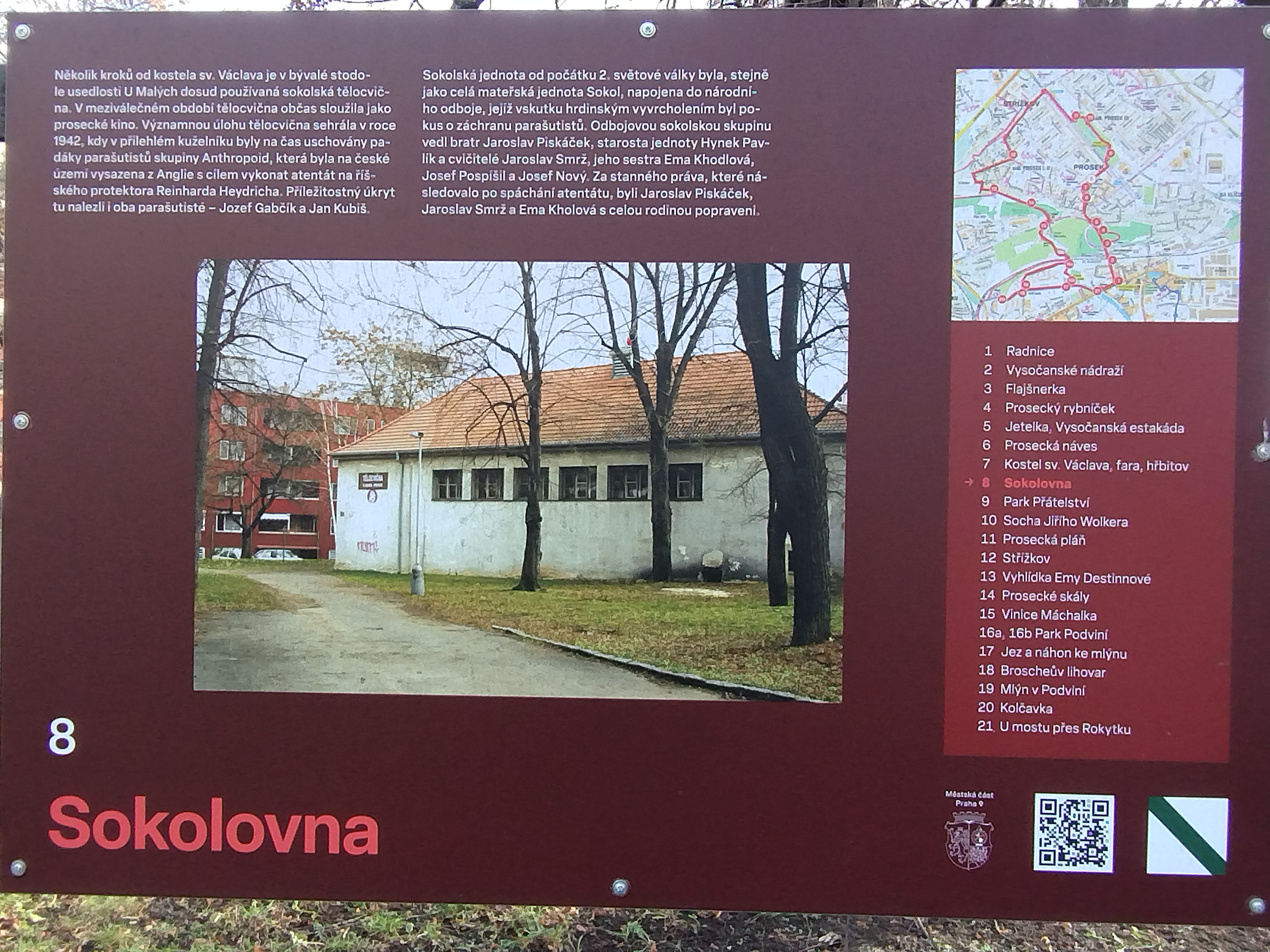
Informační tabule naučné stezky u sokolovny na Proseku
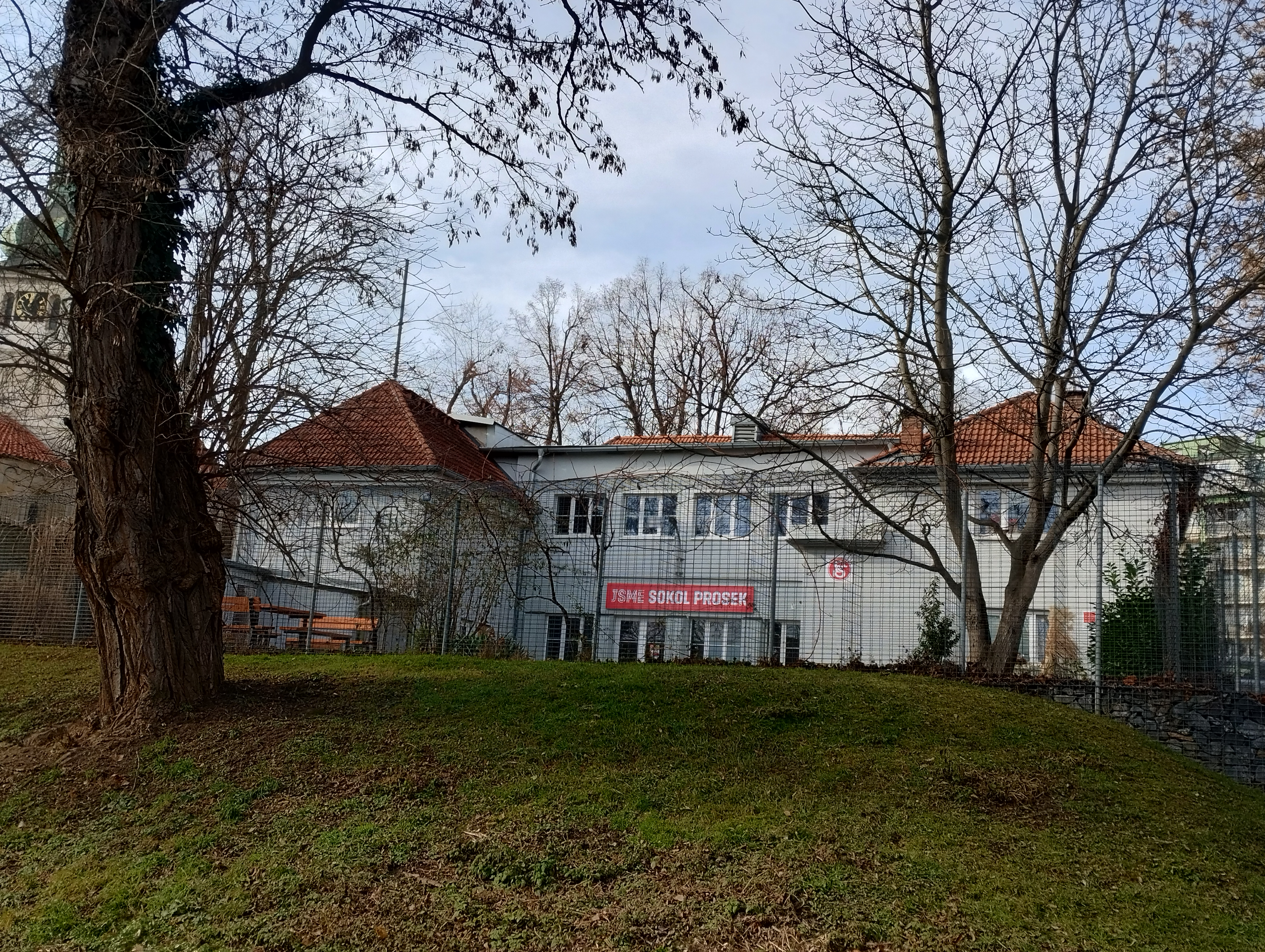
Sokolovna na Proseku, pohled z ulice Na Proseku
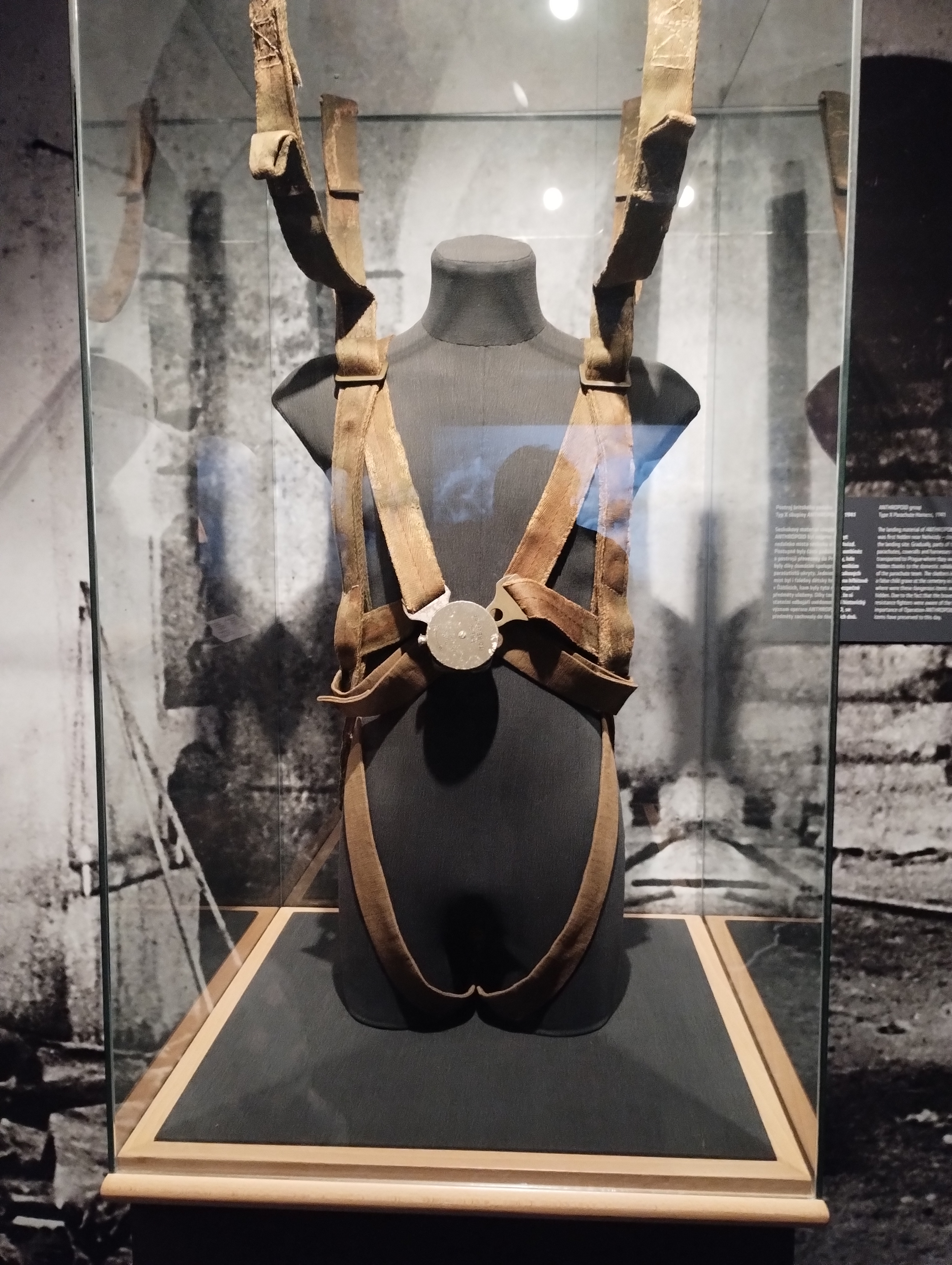
Popruhy padáku výsadku Anthropoid, sbírka VHÚ, Armádní muzeum Žižkov
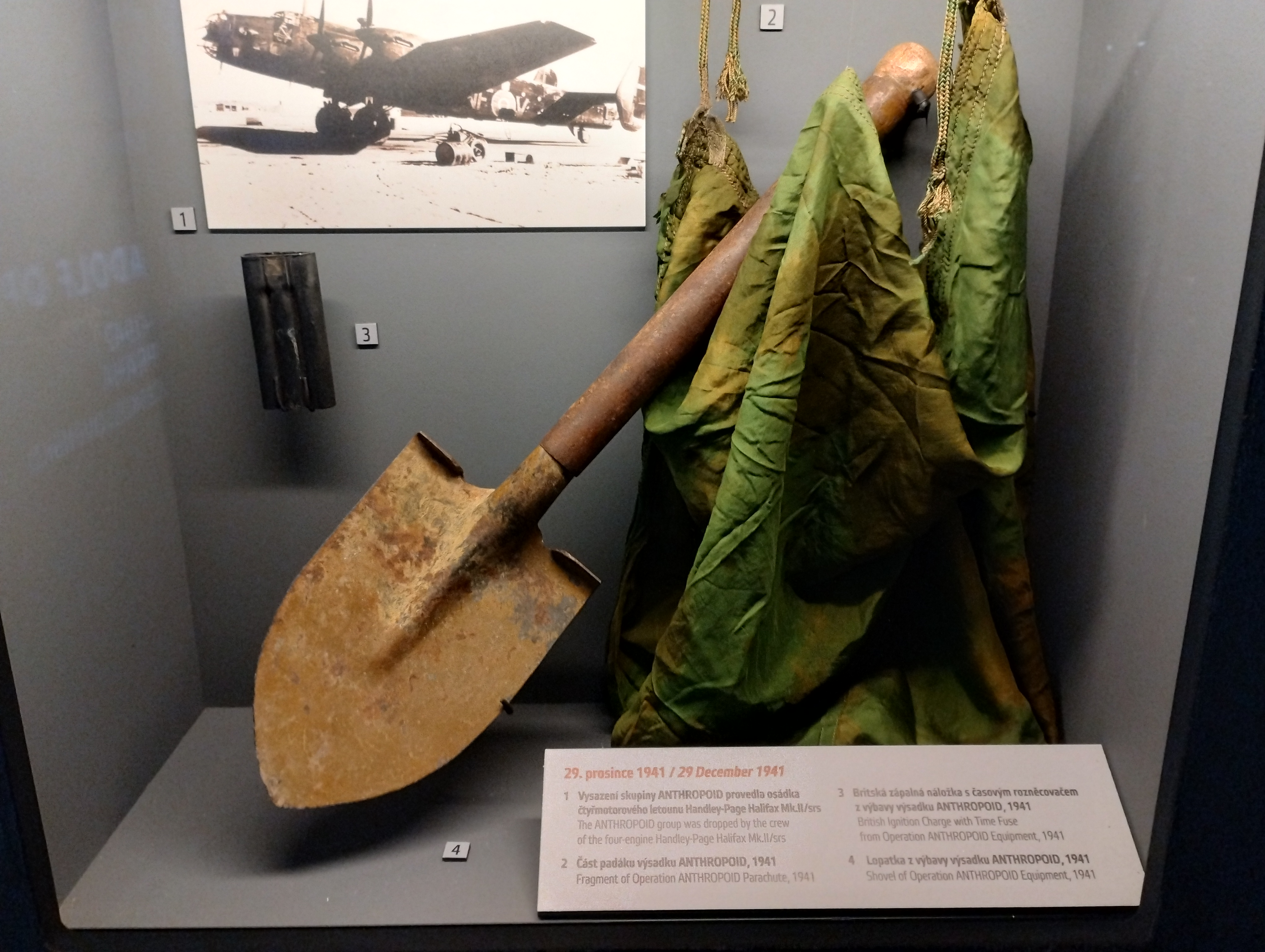
Část padáku výsadku Anthropoid, sbírka VHÚ, Armádní muzeum Žižkov